# Cossetània (revista)
Cossetània: revista científica, literària i artística es definia també com a "òrgan dels estudiants de les comarques tarragonines". El primer número va sortir el gener de 1935 i l'últim el març-abril de 1936. Al número 29 (novembre de 1935) va canviar el subtítol: "Ciència, literatura i art: revista de joventut".

## Història
Va ser la continuació de Batxiller, una revista estudiantil dels alumnes de l'institut de segon ensenyament de Reus, i la seva numeració seguia la d'aquella publicació. Així, el primer número era Any III, número 25. Quan es van incorporar a la redacció de Batxiller de forma més constant els alumnes i professors de l'Escola de Magisteri de Tarragona i de l'Escola del Treball de Valls van decidir canviar el nom de Batxiller pel de Cossetània, i també el lloc de l'administració i la impressió d'aquesta revista. L'administració i redacció era alhora a Reus (plaça de la República) i a Tarragona (Unió 30). I les impremtes, que s'alternaven, eren Tallers Tipogràfics "Gràfiques Forés" de Tarragona i Arts Gràfiques Rabassa de Reus.
Era una revista estudiantil que tenia la intenció de constituir-se en guia i orientació per a estudiants i, a més de les col·laboracions dels alumnes i de professors publicà gran quantitat d'articles de persones de l'època de reconeguda solvència, en els àmbits de la pedagogia, les ciències i les arts. Molts articles parlaven de la vida estudiantil, de literatura, poesia, art, esports, filosofia i ciències naturals, i els editorials, titulats "Pòrtic", escrits pel director Joan Boronat i Serra, mostraven la preocupació de la revista per la joventut, l'educació física, la pedagogia, la manca d'ideals i l'esdevenidor. Altres seccions fixes eren "De Pedagogia", "Gloses Tarragonines", una visió poètica dels carrers de Tarragona, "Notes Arqueològiques", "D'Història" i "Notes", que recollia informacions d'àmbit estudiantil. Hi col·laboraven, a més del director que ho va fer en tots els números, Joan Garcia Fayos, Josep Miret, Josep M. Roca, Josep Vicens i Montserrat, Maria Teresa Plassa Grifoll, P. Loperena, Maria Portal Serret i altres professors i alumnes. Van publicar textos de Bartomeu Darder i Pericàs, Miquel Melendres, Carles Pi i Sunyer, Agustí Esclasans, Esteve Busquets Molas, Antoni Rovira i Virgili, Pompeu Fabra…

## Aspectes tècnics
Tenia 24 pàgines, excepte el número 28, extraordinari, de 32. A 1 columna, tenia un format de 24'5 x 17 cm. Portava il·lustracions, dibuixos, caricatures i fotografies. Sortia durant el curs escolar. La numeració dels exemplars anava del número 25 al 33. La capçalera era tipogràfica. La publicitat és de comerços de Reus, Tarragona i Valls. També hi havia una secció d'anuncis per paraules.

## Localització
- Biblioteca Central Xavier Amorós de Reus, Biblioteca Pública de Tarragona i Biblioteca Popular de Valls.[2]
- Centre de Lectura de Reus, Biblioteca de Catalunya, i altres.[3]
- Premsa Digitalitzada Biblioteca Hemeroteca Municipal de Tarragona